# Acanthaluteres vittiger
Acanthaluteres vittiger és una espècie de peix de la família dels monacàntids i de l'ordre dels tetraodontiformes.

## Morfologia
- Els mascles poden assolir 35 cm de longitud total.[4][5]

## Hàbitat
És un peix marí, de clima subtropical i demersal que viu fins als 40 m de fondària.

## Distribució geogràfica
Es troba al sud d'Austràlia: des del sud d'Austràlia Occidental fins a Nova Gal·les del Sud i Tasmània.

## Observacions
És inofensiu per als humans.